# Кубок Двохсотріччя з футболу 2021
Кубок Двохсотріччя 2021 — 2-й розіграш кубкового футбольного турніру у Перу. Титул вперше здобув Спортінг Крістал і таким чином кваліфікувався до Південноамериканського кубка 2022.

## Календар
| Раунд        | Дата              | Матчі | Клуби   |
| ------------ | ----------------- | ----- | ------- |
| Перший раунд | 10-14 червня 2021 | 14    | 30 → 16 |
| 1/8 фіналу   | 16-20 червня 2021 | 8     | 16 → 8  |
| 1/4 фіналу   | 23-25 червня 2021 | 4     | 8 → 4   |
| 1/2 фіналу   | 4 липня 2021      | 2     | 4 → 2   |
| Фінал        | 28 липня 2021     | 1     | 2 → 1   |

## 1/8 фіналу
| Команда 1                        | Рахунок      | Команда 2                   |
| -------------------------------- | ------------ | --------------------------- |
| 16 червня 2021                   |              |                             |
| Аякучо                           | 0:0 пен. 4:3 | Альянса Атлетіко            |
| Атлетіко Грау (2)                | 0:0 пен. 5:4 | Сентро Депортіво Мунісіпаль |
| 17 червня 2021                   |              |                             |
| Універсідад Сесар Вальєхо        | 1:2          | Спорт Бойз                  |
| 18 червня 2021                   |              |                             |
| Універсідад Текніка де Кахамарка | 1:0          | Пірата (2)                  |
| 19 червня 2021                   |              |                             |
| Уніон Комерсіо (2)               | 1:0          | Культураль Санта Роза (2)   |
| Спортінг Крістал                 | 3:2          | Куско                       |
| 20 червня 2021                   |              |                             |
| Карлос А.Мануччі                 | 3:0          | Депортіво Ллакуабамба (2)   |
| Спорт Шавелінес (2)              | 3:2          | Депортіво Коопсоль (2)      |

## 1/4 фіналу
| Команда 1                        | Рахунок      | Команда 2         |
| -------------------------------- | ------------ | ----------------- |
| 23 червня 2021                   |              |                   |
| Уніон Комерсіо (2)               | 0:0 пен. 4:3 | Спорт Бойз        |
| 24 червня 2021                   |              |                   |
| Спорт Шавелінес (2)              | 1:2          | Атлетіко Грау (2) |
| Універсідад Текніка де Кахамарка | 0:0 пен. 2:4 | Карлос А.Мануччі  |
| 25 червня 2021                   |              |                   |
| Аякучо                           | 0:2          | Спортінг Крістал  |

## 1/2 фіналу
| Команда 1        | Рахунок      | Команда 2          |
| ---------------- | ------------ | ------------------ |
| 4 липня 2021     |              |                    |
| Спортінг Крістал | 2:0          | Уніон Комерсіо (2) |
| Карлос А.Мануччі | 2:2 пен. 5:3 | Атлетіко Грау (2)  |

## Фінал
| 28 липня 2021 4:00 (EEST) |

| Карлос А.Мануччі    | 1:2      | Спортінг Крістал |
| ------------------- | -------- | ---------------- |
| Родрігес 66' (пен.) | Протокол | Ліза 58', 68'    |

| Алехандро Вільянуева, Ліма Глядачів: 0 Арбітр: Едвін Ордоньєс |